# Gare de Massy - Palaiseau
Gare de Massy - Palaiseau vasútállomás és RER állomás Franciaországban, Massy településen.

## Vasútvonalak
Az állomást az alábbi vasútvonalak érintik:
- Ligne de Sceaux
- Grande Ceinture line

## Kapcsolódó állomások
A vasútállomáshoz az alábbi állomások vannak a legközelebb:
- Gare de Palaiseau (Gare de Saint-Rémy-lès-Chevreuse, Ligne de Sceaux, B RER-vonal)
- Gare d’Igny (Gare de Versailles-Chantiers, Grande Ceinture line, Line V)
- Gare de Massy - Verrières (Gare Aéroport Charles-de-Gaulle 2 TGV, Gare de Mitry - Claye, Ligne de Sceaux, Grande Ceinture line, B RER-vonal)
- Gare de Versailles-Chantiers
- Gare de Massy - Verrières (Gare de Pontoise, Gare de Versailles-Château-Rive-Gauche, RER C)

## Lásd még
- Franciaország vasútállomásainak listája
- A RER állomásainak listája